# Sarutaiá
Sarutaiá este un oraș în São Paulo (SP), Brazilia.